# Feinfühlige Vampirin sucht lebensmüdes Opfer
Feinfühlige Vampirin sucht lebensmüdes Opfer (Originaltitel Vampire humaniste cherche suicidaire consentant, englischer Titel Humanist Vampire Seeking Consenting Suicidal Person) ist ein kanadischer Spielfilm aus dem Jahr 2023 von Regisseurin Ariane Louis-Seize, die gemeinsam mit Christine Doyon das Drehbuch zu der Tragikomödie schrieb. Die Hauptrollen übernahmen Sara Montpetit und Félix-Antoine Bénard.

## Handlung
Sasha entstammt einer Vampirfamilie. Allerdings kann sie selbst seit jungen Jahren keinem Menschen etwas zuleide tun und gruselt sich sogar vor Horrorfilmen. Stattdessen ernährt sie sich von Blutkonserven aus dem elterlichen Kühlschrank.
Eines Nachts lernt Sasha Paul kennen, einen unglücklichen Teenager, der in der Schule gemobbt wird und der seinem Leben ein Ende setzen möchte. Sasha beobachtet Paul bei einem erfolglosen Suizidversuch. Ausgelöst durch den Anblick von Pauls Blut wachsen Sasha Vampirzähne. Sie läuft nach Hause, wo ihr Vater Aurélien und ihre Mutter Georgette beschlossen haben, dass Sasha zu ihrer Cousine Denise ziehen soll. Von ihr soll sie lernen, wie man Jagd auf Menschen macht.
In einer Selbsthilfegruppe für depressive und selbstmordgefährdete Menschen trifft Sasha erneut auf Paul. Dort schließen die beiden einen Pakt: Wenn er ihr beim Blutsaugen hilft und sich als Opfer zur Verfügung stellt, hilft sie ihm dabei, seinen letzten Wunsch zu erfüllen und sich an seinem Kollegen Henry zu rächen, der ihn ständig schikaniert. Auf einer Party verspottet Henry Paul, in weiterer Folge kommt es im nahegelegenen Park zum Kampf. Dabei kommen Sashas Reißzähne zum Vorschein, um Paul zu beschützen. Sie schleudert einen von Henrys Freunden in die Luft und tötet Henry, indem sie ihm sein Blut aussaugt.
Als Denise kommt, um Henry zu begraben, fordert sie, dass auch Paul getötet werden muss. Sasha schlägt Denise mit einer Schaufel nieder, Paul und Sasha planen wegzulaufen, aber Paul kommen Zweifel. Er bittet Sasha, ihn in einen Vampir zu verwandeln, was sie zunächst ablehnt. Nachdem Paul sie doch noch überredet, beißt sie ihn, aber er bekommt kaum noch Luft. In Panik ruft Sasha ihre Familie an, die ihn schließlich in einen Vampir verwandeln kann.
Einige Zeit später besuchen Sasha und der nunmehrige Vampir Paul ein Hospiz. Im Zimmer einer älteren, sterbenskranken Patientin spielt Sasha der Patientin auf ihrem Keyboard ein Ständchen, während Paul sie mit deren Einverständnis tötet, indem er ihr Blut in einen Beutel abfließen lässt.

## Besetzung und Synchronisation
Die deutschsprachige Synchronisation übernahm die Metz-Neun Synchron Studio und Verlags GmbH. Dialogregie führte Lisa Weiser, die auch das Dialogbuch schrieb.
| Rolle        | Darsteller           | Synchronsprecher             |
| ------------ | -------------------- | ---------------------------- |
| Sasha        | Sara Montpetit       | Eleni Möller-Architektonidou |
| Paul         | Félix-Antoine Bénard | Sam Bauer                    |
| Aurelien     | Steve Laplante       | Matthias Keller              |
| Denise       | Noémie O'Farrell     | Tanja Esche                  |
| Georgette    | Sophie Cadieux       | Claudia Jacobacci            |
| Henry        | Arnaud Vachon        | Felix Mayer                  |
| JP           | Gabriel-Antoine Roy  | Isaak Dentler                |
| Sandrine     | Madeleine Péloquin   | Gisa Bergmann                |
| Sasha (Kind) | Lilas-Rose Cantin    | Grace Dewell                 |
| Victorine    | Marie Brassard       | Monika Müller-Heusch         |

## Produktion und Hintergrund
Der Film wurde von der kanadischen Art & essaie produziert, Produzenten waren Jeanne-Marie Poulain und Line Sander Egede. Die Dreharbeiten fanden im Herbst 2022 in Montreal und Umgebung statt. Den Vertrieb übernahm in Deutschland die Atlas Film + Medien.
Die Kamera führte Shawn Pavlin, die Musik stammte von Pierre-Philippe Côté, die Montage verantwortete Stéphane Lafleur und das Casting Johanne Titley und Tania Arana. Das Szenenbild gestaltete Ludovic Dufresne und das Kostümdesign Kelly-Anne Bonieux. Regisseurin Ariane Louis-Seize gab mit dem Film ihr Langspielfilmdebüt, nachdem sie zuvor einige Kurzfilme inszeniert hatte.

## Veröffentlichung
Premiere war im Rahmen der 80. Internationalen Filmfestspiele von Venedig, wo der Film in die Sektion Giornate degli Autori eingeladen wurde und Ariane Louis-Seize für die beste Regie ausgezeichnet wurde.
In Deutschland wurde der Film ab dem 3. September 2024 am Fünf Seen Filmfestival gezeigt, am 26. September 2024 erfolgte eine Vorstellung am Internationalen Filmfestival Schlingel. Am 24. Oktober 2024 wurde der Film digital zum Streamen und auf DVD und Blu-ray veröffentlicht.

## Rezeption
Am 18. August 2024 waren 67 von 76 bei Rotten Tomatoes aufgeführte Kritiken positiv bei einer durchschnittlichen Bewertung von 7,0 der 10 möglichen Punkte. Bei Metacritic erhielt der Film am 18. August 2024 einen Metascore von 72 von 100 möglichen Punkten, der auf sechs Rezensionen basierte.
Jochen Werner vergab auf Filmstarts.de 3,5 von 5 Sternen und bezeichnete die Produktion als „kleine, liebevolle Vampirkomödie zwischen Goth-Romantik, schwarzem Humor und einfühlsamer Coming-of-Age-Story“, die keines seiner Genres komplett neu erfinde, aber mit Charme, Witz und Warmherzigkeit überzeuge.
derwatchdog.de bewertete den Film mit vier von fünf Sternen, die charmante Mischung aus Coming-of-Age, schwarzem Humor und Vampir-Horror sei 
einer der erfrischendsten Beiträge des Fantasy Filmfests und ein herzerwärmender Film, der gekonnt Melancholie und Witz vereine.
Sebastian Seidler meinte auf Filmdienst, dass der Film aus der Lustlosigkeit und Lebensmüdigkeit eine Liebesgeschichte herausschäle, die sich auch in ihrem Ruhepuls bisweilen an Jim Jarmusch anlehne. Sasha wirke wie eine Wiedergängerin von Wednesday Addams aus den Filmen von Barry Sonnenfeld. Der Gothic-Vibe und das liebevolle Interesse an Außenseiterfiguren rücke den Film in die Nähe des Beetlejuice-Regisseurs Tim Burton. Der sensible Genrefilm vereine die Melancholie der Coming-of-Age-Lebensphase in völliger Selbstverständlichkeit mit einem Humanismus des Todes im lakonischen Witz.

## Auszeichnungen (Auswahl)
Internationale Filmfestspiele von Venedig 2023
- Lobende Erwähnung des Authors under 40 Awards (Ariane Louis-Seize, Christine Doyon)[16]
- Auszeichnung mit dem GdA Director’s Award (Ariane Louis-Seize)[3][16]

Calgary International Film Festival 2023
- Auszeichnung als RBC Emerging Canadian Artist (Ariane Louis-Seize)
- Auszeichnung mit dem Canadian Narrative Feature Award[2]

Festival du nouveau cinéma 2023
- Auszeichnung mit dem Grand Prize[2]

Fantasy Filmfest 2024
- Auszeichnung mit dem Publikumspreis Fresh Blood Award[17]